# Röcken

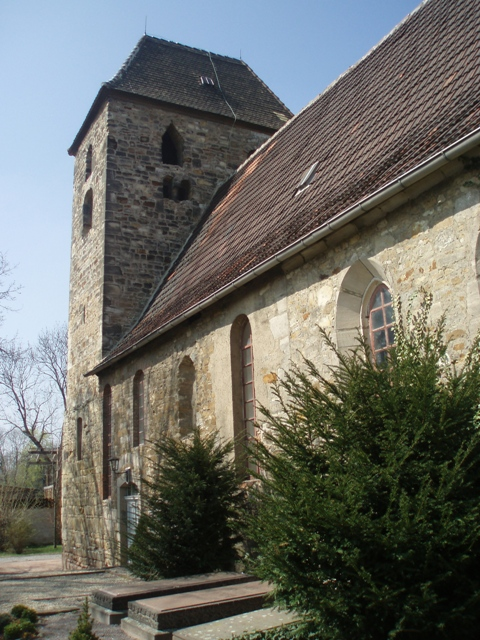
Kostel v Röcken, v popředí náhrobky rodiny Nietzschovy

Röcken je obec v Německu, spolková země Sasko-Anhaltsko, asi 20 km JZ od Lipska, od roku 2009 součást města Lützen. Žije zde něco přes 600 obyvatel. V Röcken se narodil filosof Friedrich Nietzsche, který je zde také pochován.

## Dějiny
Obec se poprvé připomíná roku 1232, ale věž místního kostela je nejméně o sto let starší a na místě bylo snad už slovanské sídliště. Obraz zemědělské vesnice s tvrzí a kostelem se až do 19. století příliš nezměnil. Kolem Röcken probíhala středověká Via Regia, důležitá obchodní cesta z Frankfurtu n/M do Lipska a dále do Zhořelce. U 2 km vzdáleného města Lützen se 16. listopadu 1632 odehrála významná bitvě třicetileté války, kde padl švédský král Gustav Adolf a Valdštejnův maršál Gottfried Heinrich Pappenheim.
V 19. století se v okolí začalo těžit hnědé uhlí a oblast kolem Lützenu tvořila jakýsi ostrov polí mezi těžnými jámami. Od roku 1958 probíhaly v bezprostředním okolí geologické vrty a vláda NDR chtěla těžbu otevřít i zde. Pokusy se obnovily ještě roku 2006, ale referendum obyvatel se postavilo proti a vláda projekt těžby v roce 2008 zamítla.

## Pamětihodnosti
Historický střed obce tvořila tvrz, jejíž příkop se zachoval, a románský kamenný kostel s obrannou věží. Kostel a věž z první poloviny 11. století se do značné míry zachoval v původním stavu, má uvnitř kamenné pilíře s plastickými hlavicemi a několik kamenných náhrobků. Na hřbitově mezi kostelem a farou jsou náhrobky F. Nietzscheho, jeho rodičů a sestry.

## Nietzsche a Röcken
Nietzschův otec Carl Friedrich Nietzsche byl v letech 1842–1849 luterským pastorem v Röcken a zde se mu a jeho manželce Františce rozené Oehler 15. října 1844 narodil první syn Friedrich. Ve farním domě s okny na hřbitov prožil F. Nietzsche prvních 6 let života a později vzpomínal na tísnivou atmosféru temné sakristie s velkými náhrobky. Od roku 1850 žila rodina jinde, ale když roku 1900 po letech duševního zhroucení zemřel, byl 28. srpna téhož roku pochován vedle svých rodičů právě zde. V budově blízko fary je dnes malé Nietzschovo muzeum a před kostelem stojí jeho pomník.